# Mona Simpson
Mona Schieble Jandali (Green Bay, Wisconsin; 14 de junio de 1957), conocida como Mona Simpson, es una ensayista y novelista estadounidense, hermana biológica menor de Steve Jobs —cofundador de Apple—, a quien conoció siendo ya adulta.
Hija de la estadounidense Joanne Carole Schieble Simpson y del profesor de ciencias políticas sirio Abdulfattah «John» Jandali, Mona asistió a la Universidad de California en Berkeley y se graduó en 1979. Trabajó en Paris Review y en Cosmopolitan. 
Escribió Anywhere but here, su primera novela, mientras hacía un posgrado en la Universidad de Columbia. Este libro, que cuenta la turbulenta relación entre una madre y su hija, salió en 1986 y se convirtió en superventas. Después aparecieron The lost father y A regular guy. Este último es el retrato de su famoso hermano biológico, Steve Jobs, uno de los fundadores de Apple, que fue dado en adopción por los padres de Mona cuando lo tuvieron no estando aún casados.
«Mona explotó sus experiencias personales en el contenido de su ficción y, después de publicar libros acerca de los forcejeos emocionales de crecer con una madre exigente y un padre ausente, no es de sorprender que decidiese escribir sobre su hermano», dice Alan Deutschman en The second coming of Steve Jobs.
Simpson ha editado antologías y colecciones de ensayos.
Vive en Santa Mónica (California) con su marido Richard Appel y sus dos hijos, Gabriel y Grace.

## Obras
- Anywhere But Here (1986)
- The Lost Father (1992)
- A Regular Guy (1996)
- Off Keck Road (2000)
- My Hollywood (2010)

## Premios
- Whiting Prize (1986)
- Beca Hodder (1987, Universidad de Princeton)
- Beca Guggenheim (1988)
- Beca Lila Wallace Readers Digest (1995)
- Chicago Tribune Heartland Prize 2001
- Finalista del Premio Faulkner 2001[2]
- Premio de Literatura de la American Academy of Arts and Letters 2008[3]